# The Other Side of Your Mind
The Other Side of Your Mind — второй студийный полноформатный альбом английской группы Seize, первый на бельгийском лейбле Alfa Matrix. Диск выпущен 2003 году как в обычном, так и делюксовом издании.

## Об альбоме
Печатные издания сравнивают голос солистки группы Seize Sandrine Gouriou с голосом фронтменши группы Kosheen.
С группой сотрудничали такие группы, как Implant, Neikka RPM, Disconnekted, Colony 5 и другие.

## Список композиций Limited Edition

### CD1
1. the other side
2. don't let me
3. unbreakable
4. eyes water
5. lost in space
6. because of me
7. 100 years
8. insanity
9. don’t let me (yuri_vs_jus mix)
10. too good to be true
11. weird dreams
12. who am I?

### CD2
1. don't let me (KUB mix)
2. 100 years (NEIKKA RPM mix)
3. the other side (IMPLANT mix)
4. lost in space ( future beat mix by E.R.R.A.)
5. unbreakable (broken mix)
6. don't let me (DISKONNEKTED mix)
7. the other side (OIL 10 mix)
8. unbreakable (COLONY 5 mix)
9. because of me (YURI_VS_JUS mix)
10. the other side (dream pad remix by SERO.OVERDOSE)
11. Don't let me (DELOBBO Chromatic Mix)

## Участники записи
- Sandrine Gouriou
- Steven Young
- Rosie Harris